# (10776) Musashitomiyo
(10776) Musashitomiyo – planetoida z pasa głównego asteroid okrążająca Słońce w ciągu 3 lat i 288 dni w średniej odległości 2,43 j.a. Została odkryta 12 lutego 1991 roku w obserwatorium w Yorii przez Masaru Araiego i Hiroshiego Mori. Nazwa planetoidy pochodzi od ryby popularnie nazywanej Musashitomiyo („drobny ciernik”) obecnie spotykanej tylko w rzece Kumagaya, chronionej w Japonii jako naturalny skarb. Przed nadaniem nazwy planetoida nosiła oznaczenie tymczasowe (10776) 1991 CP1.